# Fase de classificació de la Copa d'Àfrica de Nacions 1968
Fase de classificació de la Copa d'Àfrica de Nacions de futbol de l'any 1968.
- Ghana classificat com a campió anterior.
- Etiòpia classificat com a organitzador.

## Fase de grups

### Grup 1
Error de Lua a Mòdul:Sports_table/sub a la línia 10: attempt to concatenate local 'text' (a nil value).
| Libèria | 2–2 | Guinea |
| ------- | --- | ------ |
|         |     |        |

 Estadi Antoinette Tubman, Monròvia
| Guinea                  | 3–0 | Senegal |
| ----------------------- | --- | ------- |
| Kandia · Souleymane · ? |     |         |

 Stade du 28 Septembre, Conakry
| Senegal               | 4–1 | Guinea |
| --------------------- | --- | ------ |
| Gol · Gol · Gol · Gol |     | Kandia |

 Stade Demba Diop, Dakar
| Guinea         | 3–0 | Libèria |
| -------------- | --- | ------- |
| Kandia · ? · ? |     |         |

 Stade du 28 Septembre, Conakry
| Libèria | 1–1 | Senegal |
| ------- | --- | ------- |
|         |     |         |

 Estadi Antoinette Tubman, Monròvia
| Senegal                             | 4–1 | Libèria |
| ----------------------------------- | --- | ------- |
| Gomis · Petit Guèye · Thioye · Paye |     | Gol     |

 Stade Demba Diop, Dakar
Desempat
| Senegal   | 2–1 | Guinea     |
| --------- | --- | ---------- |
| Gol · Gol |     | Souleymane |

 Stade Demba Diop, Dakar

### Grup 2
Error de Lua a Mòdul:Sports_table/sub a la línia 10: attempt to concatenate local 'text' (a nil value).
| Mali | 0–3 | Algèria                              |
| ---- | --- | ------------------------------------ |
|      |     | Achour 23' · Lalmas 36' · Khalem 87' |

| Alt Volta    | 1–2 | Algèria                 |
| ------------ | --- | ----------------------- |
| Ouattara 34' |     | Seridi 40' · Lalmas 76' |

| Algèria     | 1–0 | Mali |
| ----------- | --- | ---- |
| Hachouf 31' |     |      |

 19 June Stadium, Orà
| Algèria                               | 3–1 | Alt Volta     |
| ------------------------------------- | --- | ------------- |
| Bouyahi 35' · Abdi 48' · Bourouba 73' |     | Ouédraogo 68' |

| Mali                  | 4–0 | Alt Volta |
| --------------------- | --- | --------- |
| Gol · Gol · Gol · Gol |     |           |

 Stade Municipal, Bamako
| Alt Volta | 0–1 | Mali   |
| --------- | --- | ------ |
|           |     | Diallo |

 Stade Municipal, Ouagadougou

### Grup 3
Error de Lua a Mòdul:Sports_table/sub a la línia 10: attempt to concatenate local 'text' (a nil value).
| Nigèria | 0–0 | Costa d'Ivori |
| ------- | --- | ------------- |
|         |     |               |

 Lagos
| Togo | 1–0 | Nigèria |
| ---- | --- | ------- |
|      |     |         |

 Lomé
| Nigèria                                                  | 4–2 | Togo      |
| -------------------------------------------------------- | --- | --------- |
| Bassey 15' · Shittu 30' · Olowo-Oshodi 43' · Bankole 70' |     | Gol · Gol |

 Lagos
| Costa d'Ivori | 3–0 | Togo |
| ------------- | --- | ---- |
|               |     |      |

 Abidjan
| Costa d'Ivori | 2–0 | Nigèria |
| ------------- | --- | ------- |
|               |     |         |

 Abidjan
| Togo | 0–2 | Costa d'Ivori |
| ---- | --- | ------------- |
|      |     |               |

 Lomé

### Grup 4

#### Primera ronda
| Equip 1 | Global | Equip 2       | Anada | Tornada |
| ------- | ------ | ------------- | ----- | ------- |
| Líbia   | 4–5    | R. Àrab Unida | 2–2   | 2–3     |
| Uganda  | 5–4    | Kenya         | 2–1   | 3–3     |

| Líbia                   | 2–2 | R. Àrab Unida         |
| ----------------------- | --- | --------------------- |
| Ben Soed 61' (pen.), ?' |     | Reyadh 14' · Emam 66' |

| R. Àrab Unida                           | 3–2 | Líbia            |
| --------------------------------------- | --- | ---------------- |
| Bakr 63' · Reyadh 68' · El-Fanagily 74' |     | Ben Soed 14', ?' |

| Uganda                | 2–1 | Kenya     |
| --------------------- | --- | --------- |
| Oketch 6' · Dibya 13' |     | Yongo 21' |

 Nakivubo Stadium, Kampala
| Kenya                           | 3–3 | Uganda                                 |
| ------------------------------- | --- | -------------------------------------- |
| Nyawanga 20' · Madegwa 28', 82' |     | Ouma 11' · Oundo 22' (pen.) · Obua 61' |

 Nairobi City Stadium, Nairobi

#### Segona ronda
| Equip 1 | Global | Equip 2       | Anada | Tornada |
| ------- | ------ | ------------- | ----- | ------- |
| Uganda  | n/d    | R. Àrab Unida | 0–1   | —       |

| Uganda | 0–1 | R. Àrab Unida |
| ------ | --- | ------------- |
|        |     | Bakr 19'      |

 Kampala
| R. Àrab Unida | n/d | Uganda |
| ------------- | --- | ------ |
| abandonà      |     |        |

 el Caire
La República Àrab Unida abandonà per la guerra dels 6 dies amb Israel. Uganda es classificà.

### Grup 5
Error de Lua a Mòdul:Sports_table/sub a la línia 10: attempt to concatenate local 'text' (a nil value).
| Tunísia                                    | 4–0 | Camerun |
| ------------------------------------------ | --- | ------- |
| Machouche 35' · Chaïbi 36' · Akid 38', 51' |     |         |

 Tunis
| Tunísia     | 1–1 | Congo-Brazzaville |
| ----------- | --- | ----------------- |
| Habacha 80' |     | Jadot 1'          |

 Tunis
| Camerun | 1–1 | Congo-Brazzaville |
| ------- | --- | ----------------- |
|         |     |                   |

 Yaoundé
| Congo-Brazzaville | 2–1 | Camerun    |
| ----------------- | --- | ---------- |
| Ongagna · ?       |     | Mbappé 70' |

 Brazzaville
| Camerun | 2–0 | Tunísia      |
| ------- | --- | ------------ |
|         |     | Abandonament |

 Yaoundé
| Congo-Brazzaville | 2–0 | Tunísia      |
| ----------------- | --- | ------------ |
|                   |     | Abandonament |

 Brazzaville

### Grup 6

#### Primera ronda
| Equip 1        | Global | Equip 2 | Anada | Tornada | 3r partit |
| -------------- | ------ | ------- | ----- | ------- | --------- |
| Congo-Kinshasa | 5–4    | Sudan   | 3–2   | 0–1     | 2–1       |
| Tanzània       | 2–1    | Maurici | 1–0   | 1–1     |           |

| Congo-Kinshasa | 3–2 | Sudan |
| -------------- | --- | ----- |
|                |     |       |

 Kinshasa
| Sudan | 1–0 | Congo-Kinshasa |
| ----- | --- | -------------- |
|       |     |                |

 Khartoum
Desempat
| Congo-Kinshasa | 2–1 | Sudan |
| -------------- | --- | ----- |
|                |     |       |

 Kampala
| Tanzània | 1–0 | Maurici |
| -------- | --- | ------- |
|          |     |         |

 Dar es Salaam
| Maurici | 1–1 | Tanzània |
| ------- | --- | -------- |
|         |     |          |

 Curepipe

#### Segona ronda
| Equip 1        | Global | Equip 2  | Anada | Tornada |
| -------------- | ------ | -------- | ----- | ------- |
| Congo-Kinshasa | 2–0    | Tanzània | 1–0   | 1–0     |

| Congo-Kinshasa | 1–0 | Tanzània |
| -------------- | --- | -------- |
|                |     |          |

 Kinshasa
| Tanzània | 0–1 | Congo-Kinshasa |
| -------- | --- | -------------- |
|          |     |                |

 Dar es Salaam

## Equips classificats
Els 8 equips classificats foren:
- Algèria
- Congo-Brazzaville
- Congo-Kinshasa
- Etiòpia (seu)
- Ghana (vigent campió)
- Costa d'Ivori
- Senegal
- Uganda